# 入唐八家
入唐八家指日本平安時代(784-1192)，隨日本派送遣唐使到中國學習佛教，精曉密教經典，而後東返日本，建立天台宗和密教的八位僧人：最澄、空海、常曉、圓行、慧運、宗睿、圓仁、圓珍。這八位僧人又被稱為「八家真言」、「真言八家祖師」。 其中，最澄和空海兩位大師被稱為「平安二宗」。

## 平安二宗
中唐德宗貞元二十年(804)，日本僧人最澄和空海到了中國學習佛法。返回日本，最澄首先在比叡山建立天台宗，成為台密創始人；空海則在高野山創立真言宗，成為東密創始人。這二者被稱為「平安二宗」。日本天台宗與真言宗成立之後，各有其追隨者，東密在空海以外，還有常曉、圓行、慧運、宗睿；台密在最澄以後，則有圓仁、圓珍。此六位僧人，承繼最澄和空海的腳步，也相繼入唐學密。

## 入唐八家簡述

### 最澄
最澄（767-822），俗名三津首廣野，密教法號福聚金剛，日本天台宗的開創者。他建立了日本最早的密宗道場能福護國密寺，本身也是著名書法家，以《久隔帖》最為著名。
最澄到了中國，進入天台山，跟隨禪林寺僧修然，學習牛頭禪；後從國清寺僧人惟象，得傳大佛頂大契曼荼羅行事。最澄又進入天台山佛隴寺，從天台宗湛然的弟子行滿學習天台教義。其間也在興龍寺向順曉阿闍梨學習密法。停留在唐朝的這段求法時期，他廣泛學習天台教學、禪法、大乘戒和密教等。

### 空海
空海（774-835），俗名佐伯真魚，賜受法號遍照金剛，謚號弘法大師。三十一歲時，獲准與最澄大師赴唐，受學於青龍寺惠果阿闍黎門下，受獲傳承付法，得到金剛界與胎藏界二部純密傳承，被視為為唐密第八祖，日本佛教真言宗的開山祖師。空海法師學成歸國沒多久，旋及發生唐武宗毀佛事件，世稱會昌法難，中土密法儀軌亡佚。因其書法功底強，而被稱為「五筆和尚」，著名作品為《風信帖》。

### 常曉
常曉律師（?-865），處於空海大師入唐到武宗滅佛之間。在東寺(教王護國寺)接受具足戒，隨侍空海和尚，學習密教，親受密法灌頂。承和五年六月(西元838年)，赴中國的因緣成熟，才又奉旨出發，與入唐判官菅原朝臣善主同行，六月到揚州，十二月住栖靈寺大悲持念院，受教於揚州栖靈寺文璨和尚。文璨和尚是當時「開元三大士」之一不空三藏的弟子，兼惠應阿闍梨付法人。因此，常曉律師以文璨和尚為主，深入密法，也在華林寺向元照法師學習顯教經論，包含《三論》。著作有：著有《尊勝佛頂次第》、《入唐根本大師記》等。

### 圓行
圓行法師（799-852），京都人。早先於元興寺習學，之後接受空海大師密法教導。承和五年（838）來唐，在青龍寺義真和尚受金剛、胎藏兩部大法，回到日本，建立靈岩寺、大山寺。作品有《金剛界記》、《五大虛空藏法》。

### 慧運
一作惠運（800-871），京都人，俗姓安曇。先在東大寺泰基和尚處學習法相，後從日本東寺實慧和尚受具足戒。唐文宗開成三年（838，一說武宗會昌二年）來唐，受長安青龍寺義真和尚灌頂。歸國，駐錫於安祥寺，後補東大寺別當一職。作品有：《菩提心戒儀》一卷、《金剛界要記》一卷等。

### 圓珍
（814-891）生於讃岐國金倉郷（今香川縣）的善通寺，俗姓和氣，字遠塵。原是豪族，同時也是空海（弘法大師）的外甥，天台寺門宗的宗祖，日本延曆寺第五代座主。圓珍以為佛教教法雖然可分顯密，但各種教法其實都是顯密兼具；顯為方便權教，密為真實教。針對圓仁的「理同事別」思想，乃發揚「圓劣密勝」之思想。醍醐天皇延長五年（ 927）敕諡「智證大師」。
十五歲登比叡山，師事義真大師，二十歲得道受戒。日本仁壽三年（853）來華五年，在開元寺受學於天台教儀，唐宣中大中九年（855）拜青龍寺法全為師學習密教、又廣學悉曇等宗諸師，攜經疏一千卷返回日本。著有《法華集論記》、《授決集》、《觀普賢經記》、《大日經指歸》、《諸家教相同異》等，另有《傳教大師略傳》、《行歷抄》、《山王院在唐記》等。
今日〈梁皇帝讖〉一詞，最早見於圓珍攜回日本的經書目錄。

### 宗叡
宗叡法師（808-884）姓池上，日本真言宗僧。早年跟隨興福寺義演學習法相，跟比叡山義真學習天台教義、從圓珍受金剛界，胎藏界兩部密法、隨實慧受真言密教，受禪林寺之真紹灌頂。日本貞觀四年（862）來華，參謁汴州玄慶阿闍梨，受持金剛界灌頂。遊學期間，歷參諸真言師家，受囑密法奧旨。所攜回之經書、法器等納入東寺經藏。著有《胎藏界念誦次第》、《後入唐傳》等。

### 圓仁
圓仁法師（794-864），下野人，俗姓壬生。日本天台宗三祖，諡號慈覺大師。著有《入唐求法巡禮行記》是研究唐代佛教的重要著作之一。
九歲進入大慈寺修行，十五歲師事比叡山最澄大師。承和五年（８３８）奉敕來華，以請益僧身份隨最後的一批遣唐使前往中國求法，修習顯密諸學。曾在五台山志遠門下，研習天台宗教義；至長安，奉敕居住在資聖寺。先拜大興善寺元政阿闍黎學習金剛界大法，又從青龍寺義真習胎藏界法並受灌頂，隨元法寺的法全和尚受傳儀軌，止觀部份則依醴泉寺宗穎法師。後遇會昌法難，乃於大中元年（847）請經書559卷返日。著有《金剛頂經疏》、《蘇悉地經略疏》、《顯揚大戒論》。

## 外部連結
- 釋聖嚴. . 現代佛教學術叢刊.   [2018-08-06].

- 末木文美士. .   [2018-08-06]. （原始内容存档于2018-09-09）.

- 高仰岗. . 中國百科網.   [2018-08-06]. （原始内容存档于2018-09-09）.

- 李如明. . 檀施文庫1999.   [2018-08-06]. （原始内容存档于2018-09-09）.